# 치악중학교
치악중학교(雉岳中學校)는 대한민국 강원특별자치도 원주시 단계동에 있는 공립 중학교이다.

## 학교 연혁
- 1986년 6월 7일 : 치악중학교 설립 인가 (24학급)
- 1987년 3월 4일 : 제1회 입학식
- 1990년 2월 14일 : 제1회 졸업식 (460명)
- 2003년 1월 10일 : 급식소 완공
- 2003년 1월 10일 : 학교체육관(청운관) 개관
- 2003년 12월 17일 : 디지털 도서관 개관
- 2007년 3월 1일 : 33학급 증설
- 2024년 3월 1일 : 제16대 안광윤 교장 취임
- 2025년 1월 3일 : 제36회 졸업식(146명 졸업) 졸업생 누계 11,448명
- 2025년 3월 4일 : 입학식(174명 입학)

## 참고 자료
- 치악중학교 - 한국교육학술정보원 학교알리미